# Le Duel d'Hamlet
Pour les articles homonymes, voir Hamlet (homonymie).
Pour plus de détails, voir Fiche technique et Distribution.
Le Duel d'Hamlet est un film français réalisé par Clément Maurice, sorti en 1900.

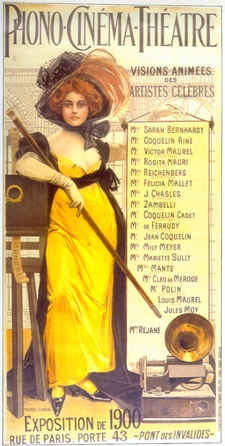
Affiche représentant Sarah Bernhardt pour les "Visions animées" de l'Exposition de 1900

## Synopsis
Le film présente le duel entre Hamlet et Laërte (Acte V d'Hamlet).

## Fiche technique
- Titre original : Le Duel d'Hamlet
- Pays d'origine :  France
- Année : 1900
- Réalisation : Clément Maurice
- Histoire : William Shakespeare, d'après sa pièce éponyme
- Production : Clément Maurice
- Société de production : Phono-Cinéma-Théâtre
- Société de distribution : Kleine Optical Company (États-Unis)
- Langue : français
- Format : Noir et blanc – 1,33:1 – Cinéma sonore. Après la prise de vue, un enregistrement audio sur cylindre (enregistrement de postsynchronisation aujourd'hui perdu) correspondant à la scène a été réalisé ; il fut ensuite joué de manière synchronisée avec le film, lors des représentations[1].
- Genre : drame
- Durée : 2 min
- Dates de sortie : 1900
  -  États-Unis : 31 octobre 1908 (re-release)

## Distribution
- Sarah Bernhardt : Hamlet
- Pierre Magnier : Laërte
- Suzanne Seylor : un page